# 虫籠のカガステル
『虫籠のカガステル』（むしかごのカガステル）は、橋本花鳥による日本の漫画作品。

## 概要
人が巨大な虫になる病が蔓延する世界に生きる少年と少女をめぐる終末アクション・ストーリー。
2005年9月14日に作者本人のウェブサイト「チキンの魂」にて橋本チキン名義で執筆が始まり、2013年4月26日に完結した。2010年に作者による同人誌が加筆修正されて出版され、2014年にはフランスグレナ社にて仏語翻訳され初の商業出版がなされた。フランスにて主催されている漫画賞「Prix Mangawa」、2015年少年漫画賞を受賞。
日本では2015年に『月刊COMICリュウ』（徳間書店）2016年1月号に特別編の読み切りが掲載され、2016年1月にRYU COMICSにて1巻、2巻が同時に出版された。 日本では初めての商業出版であり、同年6月まで全7巻が刊行された。日本での英語表記は「Cagaster of an Insect Cage」。フランス語版のタイトルは「Cagaster」。
『月刊COMICリュウ』2016年1月号より各キャラクターのエピソードを強化するサイドストーリーが短期集中連載として掲載されている。

## あらすじ
21世紀末、人が巨大な虫になる奇病「カガステル」が発生し、人類はこの駆除を認めるまでに人口の2/3を食い殺された。カガステル発生から30年後の西暦2125年。虫籠に近い黄砂の地にて駆除屋の少年キドウは、虫に襲われ絶命寸前の男を発見する。男から彼の娘イリを母タニアのもとに連れて行ってほしいと頼まれる。

## 登場人物
本作に登場する人物を解説する。ここでは商業版について解説する。声の項はWebアニメ版の声優。

### 主要人物
キドウ
声 - 細谷佳正
駆除屋の少年。17歳。本作の主人公。
「東邦連合」の交易都市E-05にある宿舎「ガーデンマリオ」に住む少年。3年前に行き倒れているところを「ガーデンマリオ」の店主マリオに助けられた。
無愛想で他人に厳しいこともよく言うが面倒見がいいところも見せる。死人との約束は守る。
駆除の仕事として軍とともに行う護衛任務のほかにジンの護衛によく付き合わされている。
人が住める限界の地、極東出身でそこで駆除屋としての基礎基本のほか最低限の読み書き算術も養父ラザロに教えられた。
名前はラザロからもらったもの。
どんな人物でもカガステルになったら迷わず殺すことができ、虫が多い極東で駆除の仕事をしていたことも相まって、ほかの駆除屋よりも駆除屋としての才能は優秀。ただし、駆除の対象によってはかなり思いつめることもある。駆除の腕の良さからほかの駆除屋の仕事を奪ってしまうため、ほかの駆除屋からよく思われていない。また、駆除屋として不穏な噂が流されている。
本当の両親、故郷は不明で物心ついたときから養父ラザロと駆除屋として働いていた。
12歳のとき、ある出来事がきっかけで極東を去り、今に至る。
イリが誘拐され、彼女を救うべく、単身虫籠と化したE-07に向かう。
月刊コミックリュウで連載しているクミカのミカク2巻の背景の一コマにモブの一人として登場している。
イリ
声 - 花澤香菜
キドウが虫籠の近くで出会った銀髪で髪の一部が赤く、灰紫の瞳を持つ少女。本作の ヒロイン。14歳。2110年12月生まれ。
父グリフィスとともに「東邦連合」のA-47という田舎町に住んでいたが、ある事件をきっかけに父とともに母タニアのところに向かう途中、虫の襲撃に会う。その後キドウと出会う。
父と死に別れた直後、ショックでその場を動けなかったが、キドウの言葉によって、カガステルの存在する過酷な世界で一人生きることを決意する。
明るく人見知りしない性格。
キドウと出会った後、「ガーデンマリオ」で暮らすようになる。「ガーデンマリオ」ではウェイトレスとして働き、無邪気な笑顔が男共に大人気。キドウに好意を抱いている。
E-05に来て、はじめはA区に1人で帰ろうとして迷い、そこでスラムの少年ナジと出会い友達となる。また「ガーデンマリオ」の仕事の手伝いの最中に窃盗の被害に会い、その 盗賊のリーダーリジーと出会う。窃盗の件でリジーとの 鬼ごっこ対決となりその後彼女たちと友達となる。
特殊な出生が原因のある事件を起こす。その事件によって東邦連合軍に見つかる。E-05に来てから3か月後、忘れていた記憶を思い出し覚醒、再び事件を起こす。その直後、軍に誘拐され、虫籠と化したE-07に送られる。
月刊コミックリュウで連載しているクミカのミカク2巻の背景の一コマにキドウと一緒に登場している。

### ガーデンマリオにいる人物
マリオ
声 - 森川智之
E-05で宿舎「ガーデンマリオ」を営む大柄なオカマ。38歳。
包容力のある優しい人物。ただし、怒らせると怖い。そのため作中の人物で彼を怒らせる者はほとんどいない。
3年前に店の裏でうずくまっているキドウを見つけ彼を保護した。
ジン
声 - 興津和幸
旅商人の男性。25歳。
キドウによく護衛を頼む旅商人。しかし護衛代は未払いのことが多く、彼にたびたび請求されている。
明るくひょうきんな性格だがイリが攫われた際にはキドウに対しとても真面目な一面を見せていた。
モデルは三匹が斬るのタコ。
アル
「ガーデンマリオ」下宿人。一度マリオに頼まれ店の料理を作っていた。

### E-05区・西ゲートスラムの人物
ナジ
声 - 山下大輝
崩壊したE-05の西ゲートのスラムに住む少年。9歳。
5年前に起きた事件で両親を失う。その後は祖父と2人で暮らしている。
軍人カシムから金物修理の仕事をもらい生活している。
歳のわりに現実的な少年。
リジー
声 - 鬼頭明里
西ゲートのスラムでニム、イアソン、ロムスと共に盗賊団『赤ネズミ団』を結成した少女。13歳。
5年前に起きた事件で母を失い、孤児となる。そのことが原因で軍を恨むようになる。
しかしその後に起きた西ゲートのカガステル事件のあと、カシムなど一部の軍人に心を許している。
頭は比較的良いが、ずる賢い方向にしか向かない。文筆家の母の影響で読み書きもある程度できる。

### E区の軍人
カシム
声 - 諏訪部順一
東邦連合E-05を守る軍人。東邦連合対虫戦車隊所属。25歳の男性。義理に熱い性格。
過去、雇っていた駆除屋に悲惨な事件を起こされてから、駆除屋に対して食って掛かるようになる。
一緒に仕事をしたキドウにはある程度心を許している。
5年前に起きた事件に後ろめたさを持っているため、スラムの子供たちに対して支援を行っている。
ハディ
声 - 塩崎智弘
東邦連合E-05を守っていた軍人。元東邦連合対虫戦車隊所属。26歳の男性。カシムの相棒。
軽い性格。キドウに対していろいろな情報を渡すことがある。
キドウのことを「先生」と呼ぶ。
ある事件の対応の不備が原因で軍をクビになる。
アイシャ
声 - 茅野愛衣
東邦連合E-05を守る軍人。東邦連合対虫戦車隊所属。25歳の女性。
真面目な性格。酒に弱い。
オペレーターなどの前線に出ない役職を務めることが多い。
イリがいたA-47の情報の写しを軍から持ち出しキドウに伝えた。
ハルブ・アドハム
声 - 間宮康弘
東邦連合E区総監、中将。66歳の男性。
東邦連合E区の責任者。過去には極東司令部のNO.2にまで上り詰めた実力者でカリスマ性がある。
フランツの養父。
軍から危険視されており、彼の発言内容から、東邦連合本部からの監視員がやってきている様子をうかがわせる。
イリを誘拐する作戦やE-05制圧作戦の責任者。また、2104年前後から始まるカガステルの実験にも深く関与している。
隊長
カシムたち東邦連合対虫戦車部隊の元隊長。不正によって更迭されたとなっているが本当のところは不明。既婚者。
E-01区からのE-05区制圧作戦の理由を聞こうとし重傷を負う。
サリフ・バークル
東邦連合E-05統括司令に任命された男性。大尉。E-05区制圧作戦を実行した。

### キドウが過去に関わった人物
ラザロ
声 - 杉田智和
駆除屋の男性。キドウの養父。
駆除屋としてキドウの師。カガステルの駆除の仕方を確立した。
冷静沈着な元 牧師。神を信じることをやめた身であるが、首元にはいつも十字架を下げている。
駆除屋の祖。極東では「カラクムの砦」と呼ばれていた。
かつて妻と子を持っていたが、虫の混乱によって生まれた暴徒たちによって殺されてしまった。
ペトロフとは古い友人で対立関係となってからは互いに牽制し合う関係にある。
エドアルド・ペトロフ
声 - 鳥海浩輔
東邦連合極東司令部の大尉。男性。
ラザロの旧友で軍と彼のパイプ役。知能に長けた有能な軍人で駆除屋たちから嫌われている。
駆除屋の勢力拡大に懸念を抱いていた。その後、虫に関するある依頼をラザロに頼む。
対立関係となってからもラザロに忠告を出すなどいくらか人情を持っている。
カーラ
声 - 悠木碧
極東にある娼館の娼婦。2115年で18歳。
極東の娼館の花形娼婦。軍人、傭兵からの人気が高い。
さっぱりした性格。頭の回転も速い。
ラザロに好意を寄せているが相手にされていない。
キドウの初恋の相手で、彼が極東を去るとき唯一手紙を残した相手。

### カガステル研究者とその関係者
アハト
声 - 花江夏樹
E区で駆除屋を狙った殺人事件の主犯。「駆除屋殺し」の異名を持つ少年。18歳。
常に白い目出しのマントと防護服のような服で体を覆い、赤いファルカタを模した彎刀を2つ持ち歩いている。
特殊な出生によりその体の右半身がカガステルと化しており銃弾などの攻撃が効かない。
その出生からかつてはイリの父グリフィスやフランツと一緒に暮らしていた。現在はフランツと一緒にいる。
一人でいるときにはグリフィスからもらった本「 Little Bo Peep 」にある歌などの歌を歌っていることが多い。
名前の由来は神聖ローマ帝国にあった刑罰、帝国アハト刑から。
フランツ・キーリオ
声 - 櫻井孝宏
E-01に席を置くカガステル研究第一人者の眼鏡をかけた男性教授。42歳。銀髪、灰紫の瞳を持つ。
カガステルの名付け親、エメト・キーリオの息子で姓が意味をなさなくなったこの時代においても姓で呼ばれている。
性格はフランクで砕けた感じだが研究に対しては冷酷になる。
研究者になった理由は、純粋にカガステルの真実を知ろうとしたから。
イリの父、グリフィスとは旧知の仲。
タニア　　
声 - 花澤香菜
イリの母。2104年で16歳。フランツの義理の妹。
感情表現に乏しく、人見知りが激しくフランツ以外にはあまり心を開こうとせず、フランツとグリフィス以外とはあまり話をしていない。
フランツの研究所で動植物の世話をしている。
グリフィス
声 - 浪川大輔
イリの父。羊飼い。元カガステル研究者。享年46歳。
物語の冒頭、キドウにイリを託し絶命した。
西暦2104年、カガステルの研究のためフランツの研究所を訪れた。
その後、ある事件をきっかけに研究所を出ていき、イリとともにA-47にて羊飼いを始める。
その後、イリに関わるある事件がきっかけで彼女の母、タニアのもとへ向かう。
エメト・キーリオ
フランツの父。カガステル研究者でカガステルの名付け親。
カガステルの論文「首なしの進化」の著者。

### その他の登場人物
ムラトの爺さん
「ガーデンマリオ」に来ていた爺さん。
カガステルを発症した息子が目の前で駆除屋に殺されたことに恨みを持っており、全く関係のないキドウに何度か突っかかっていた。
商区長
声 - 白鳥哲
商区E-05の商区監督庁の長。
太った男性で、商品をダメにする軍の護衛にしびれを切らし、キドウを護衛に着けた。
E-05制圧作戦に対し徹底抗戦の構えを見せている。

## 作中用語解説
作中にある独自の用語を解説していく。

### カガステル
西暦2095年、生物学者エメト・キーリオによって名付けられた奇病。正確には「突発性染色体変異症候群カガステル」。カガステルとは作中の言葉で「形を壊すもの」という意味。対義語として「イリアステル」がある。発症率は1000分の1。発症者は20分で理性を失い、大きな虫へと姿を変え、人を食い殺すようになる。虫へと姿を変える20分の中で、首だけは最後まで人としての部分を残す。15歳以下は発症しない。
発症者の状態
体が頑丈になり、翼部を有するため飛行が可能。唯一の弱点は第二頸椎の 環椎 と軸椎の狭間の 神経束。
発症者の生態
元人であったが、理性を失っているため意思疎通は不可能。人を食料とする。
発症者は周辺住民を餌とし、増殖、そして 蟻塚のような虫籠を形成するとされているが虫籠の形成の過程は定かではない。
発症者同士で子を成すことができ、発症者は卵を産み増える。
発症者の幼生は翼部を持たず、六つの節からなるワームのような姿をしている。
虫籠について
蟻塚によく似たカガステルの巣窟。
虫籠が形成されるとその周辺でしか行動しない。
虫籠の中には女王がいるとされ、この個体がほかの発症者を統制するとされている。
軍政府からは虫籠に近づかないように通商路を封鎖することもある。
虫籠内では女王のみが生殖能力を持つとされ、アリのような社会性を持つとされる。

### 東邦連合政府
21世紀末の大戦後及びカガステル発生後の社会制度崩壊後にできた二つの人類社会のうち、東側に分けられた軍事政権。アジア大陸の西にあり、東側はカガステルの勢力圏に接している。
各地に点在する都市には対カガステル用警備と管理ナンバーが与えられている。
E-05
キドウたちが住む交易都市。E区流通の要東西の流通の中継点として栄えている大都市北を岩壁に守られ、南に大門を構える
20年前にE-05とナンバリングされた。それまでは豪商達による自治警備でもって町の治安を守ってきた
連合軍を受け入れてはいるが05の運営管理は変わらず豪商たちが握っている軍への出資の代わりに隊商の護衛、市場の警備を戦車隊に依頼している。
5年前にカガステルが発生した際、西ゲートを消失している。
E-01
E区の総監がおかれる都会。観光用のガイドブックも出ている。アドハムやフランツが住む。
E-07
9年前に虫籠となり封鎖された都市。かつてフランツの研究所があった。
A-47
イリたちが羊飼いを生業として住んでいた西にある田舎町。
極東
かつてキドウが住んでいた東の果てにある土地。人の住む町よりも虫籠のほうが多い過酷な地。読みは「ごくとう」または「きょくとう」。
黒い砂漠
西の人類世界とカガステルに食い潰された東の世界の境にある砂漠。読みは「カラクム」。

### 駆除屋
主にカガステルの駆除を行い生活をするもの。
極東の駆除屋には一つの土地に対して四日間の略奪が許される略奪権が与えられていた。

### 駆除規約
カガステルの駆除を行う駆除屋に定められた法律。2115年制定。
詳しい内容として、カガステル発症者は背中に翼部を認められた時点で人権が破棄され、殺害が合法となる。
逆に言えば、翼部がない発症者を殺すと殺人罪となる。

### 首なしの進化
エトメ・キーリオが記したカガステルの論文。フランツが穴あきだらけのこの論文を完成に導いた。
カガステルに詳しい者はだれでも読む、カガステルのバイブル的な存在。
原題は「Evolution to the Headless」。

## 単行本
- 橋本花鳥 『虫籠のカガステル』 徳間書店〈RYU COMICS〉、全7巻
  1. 2016年2月1日発行（2016年1月13日発売）、ISBN 978-4-19-950487-7
  2. 2016年2月1日発行（2016年1月13日発売）、ISBN 978-4-19-950488-4
  3. 2016年3月1日発行（2016年2月13日発売）、ISBN 978-4-19-950493-8
  4. 2016年4月1日発行（2016年3月12日発売）、ISBN 978-4-19-950497-6
  5. 2016年5月1日発行（2016年4月13日発売）、ISBN 978-4-19-950501-0
  6. 2016年6月1日発行（2016年5月13日発売）、ISBN 978-4-19-950511-9
  7. 2016年7月1日発行（2016年6月13日発売）、ISBN 978-4-19-950515-7

## Webアニメ
2018年、シンガポールで開催されたNetflixのイベントSee What's Next: Asiaにてアニメ化と2019年にNetflixにて世界同時配信されることが発表された。
2020年2月6日よりNetflixにて全世界独占配信。

### スタッフ
- 原作 - 橋本花鳥[13]
- 監督 - 千明孝一[13]
- シリーズ構成 - 神山修一[13]
- キャラクターデザイン - 山下明彦[13]
- サブキャラクターデザイン - ムラオミノル、田村篤
- メカニックデザイン - 片貝文洋
- モンスターデザイン - 安藤賢司
- 美術監督・美術設定 - 倉田憲一
- 色彩設計 - 安部なぎさ
- 撮影監督 - 中村慎太郎
- CGディレクター - 白井賢一、長嶺明音
- 3DCG - 沖縄ゴンゾ[13]
- 音響監督 - 千明孝一、伊藤圭一
- 音響効果 - 田中秀実
- 音響制作 - 株式会社ケイ・アイ・エム
- 音楽 - 黒石ひとみ[13]
- プロデューサー - 唐云康
- アニメーションプロデューサー - 石原直樹
- アニメーション制作 - スタジオKAI[13]
- 製作 - 「虫籠のカガステル」製作委員会

### 主題歌
「Be ZERO」
Hilcrhymeによるオープニングテーマ。作詞はTOC、作曲はTOCと栗原暁と久保田真悟、編曲は栗原暁と久保田真悟。
「臆病な狼 2019」
Hilcrhymeによるエンディングテーマ。作詞はTOC、作曲はTOCとDJ KATSU、編曲はREO。
「Called to the Sky」
黒石ひとみの作詞・作曲・編曲・歌による第4話のエンディングテーマ。
「Dead or Alive」
黒石ひとみの作詞・作曲・編曲・歌による挿入歌。
「Fairy Song」
黒石ひとみの作詞・作曲・編曲・歌による挿入歌。
「Sheep Clouds across the Sky」
黒石ひとみの作詞・作曲・編曲・歌によるクロージング・ソング。

### 各話リスト
| 話数 | サブタイトル           | 脚本                | 絵コンテ        | 演出              |
| ---- | ---------------------- | ------------------- | --------------- | ----------------- |
| #01  | Little Bo Peep         | 千明孝一            | 千明孝一        | 白井賢一          |
| #02  | アンチョビとクロトカゲ | 水月秋              | 坂田純一        | 長嶺明音          |
| #03  | 深き淵より             | 水月秋              | 佐藤健三        | 白井賢一          |
| #04  | 心ない剣として         | 千明孝一 綾奈ゆにこ | 千明孝一        | 長嶺明音          |
| #05  | 東の果てから           | 水月秋              | 福田道生        | 白井賢一          |
| #06  | 目覚め                 | 綾奈ゆにこ          | 祝浩司          | 白井賢一          |
| #07  | イリアステル           | 水月秋              | 坂田純一        | 長嶺明音          |
| #08  | 虫籠の姫君             | 神山修一            | 博多正寿        | 長嶺明音          |
| #09  | 虫たちの饗宴           | 綾奈ゆにこ          | 祝浩司 坂田純一 | 長嶺明音          |
| #10  | 上へ                   | 綾奈ゆにこ          | 福田道生        | 白井賢一          |
| #11  | あなたに…              | 神山修一            | 直谷たかし      | 白井賢一 仲座知弥 |
| #12  | 最後に君に             | 神山修一            | 坂田純一        | 長嶺明音          |

### BD-BOX
| 巻 | 発売日        | 収録話         | 規格品番  |
| -- | ------------- | -------------- | --------- |
| 上 | 2021年2月24日 | 第1話 - 第6話  | DMPXA-151 |
| 下 | 2021年3月31日 | 第7話 - 第12話 | DMPXA-152 |